# Cruz Roja Hondureña
Cruz Roja Hondureña es una institución no lucrativa, de interés social y voluntaria, que presta auxilio a la población que se encuentre en riesgo o en desastre. Es parte de la organización internacional Cruz Roja y Media Luna Roja, cuyo fin es aliviar el dolor humano mediante atenciones inmediatas de acuerdo a cada situación en particular.

## Fundación e historia
En 1924 cuando se desarrollaba la Segunda guerra civil de Honduras un grupo de personas se desbordaron organizándose para atender a los heridos en combates después del sitio de Tegucigalpa por las Fuerzas Rebeldes Constitucionales, siguiendo el ejemplo ocurrido en 1919 de Henry Dunant durante la Primera Guerra Mundial, es así cuando el primer grupo de socorristas, contaba en sus filas con Carlos Rivas, Delia Becerra, Emma Bonilla, Ernesto López Callejas, Hernán López Callejas, Isolina Guilbert, Luz Becerra, Marina Escalón, Marieta Guilbert, Otilia Idiáquez, Roberto Rivas, Soledad Lozano, entre otros fueron quienes portaron el símbolo de la cruz roja en Honduras, o sea que se considera a este grupo de voluntarios como el primer cuerpo de Socorristas, sin constitución alguna; más tarde en 1932 Tiburcio Carias Andino creó el Comité Nacional de Auxilios y se designó presidente al Ingeniero Abraham Williams Calderón -en ese entonces Ministro de Gobernación-, Willims Calderón junto al doctor Enrique Douglas Guilbert miembro activo del Club Rotario Internacional deciden reunirse para idear la fundación de la fundación de la Cruz Roja; es así que el 22 de agosto de 1934 se celebró en el Casino Hondureño la elección de la primera Junta Directiva, que quedó constituida de la siguiente forma:
- Presidente Manuel Larios Córdova, Presidente de la Asociación Médica Hondureña.
- Presidente Patrocinador Emérita Mercedes Dueñas de Bonilla.
- Primer Vicepresidente Nicolas Cornelsen P., Cónsul General de Alemania.
- Segundo Vicepresidente Ingeniero y General Abraham Williams Calderón.
- Vicepresidente de la República y Ministro de Gobernación, Justicia, Sanidad y Beneficencia. Dr. Francisco Sánchez Urbina.
- Director del Hospital General. Secretario Dr. Ricardo Diego Alduvin, Decano de la Facultad de Medicina.
- Tesorero P.M. Donato Díaz Medina, Gerente del Banco de Honduras.
- Fiscal Dr. Salvador Paredes, Director del Hospital La Policlínica de Comayagüela.

Para 1937 un grupo de damas encabezado por la señora Emérita Dueñas de Bonilla, quien era la organizadora y patrocinadora del primer grupo de socorristas hondureños aún no definidos como Cruz Roja Hondureña, siendo así que en sus peticiones al gobierno obtuvieron una personería jurídica para desarrollar tales actividades en beneficio de la sociedad hondureña y el 4 de septiembre del mismo año el presidente en turno Doctor y general Tiburcio Carias Andino en una reunión en la Casa Presidencial de Honduras es cuando otorga el reconocimiento legal constitutivo a la benemérita institución, organizando una junta directiva en la cual sobresalían promotores e integrantes del cuerpo, como: señora Emérita Dueñas de Bonilla, señora Adolfina Mejía, señora Berta García de Saenz Rico, señora Elia Pineda de Fortín, señora Ernestina de Landa, Señora Enriqueta Girón de Lázarus, doctor Guillermo Durón, doctor Hernán López Callejas, abogado Héctor Pineda Ugarte, doctor Humberto Díaz Banegas, señora Isabel Siqueiros de Pinel, señora Isolina Lozano de Guilbert, señora Josefina Mejía, abogado Jorge Fidel Durón, doctor Juan A. Mejía, doctor Manuel Cáceres Vijil, doctor Ramón Villeda Morales, abogado Rubén Álvarez Canales, Club Rotario de Tegucigalpa. Mediante Decreto n.º 475 emitido en fecha 6 de octubre de 1937, la institución es conocida oficialmente como Cruz Roja Hondureña y con funciones para realizar acciones humanitarias en el territorio nacional. Enriqueta de Lázarus en 1941, fungiendo como presidenta de la Cruz Roja Hondureña, solicita al Congreso Nacional de Honduras se emitiera una Ley con la cual se pueda establecer una renta a favor de la Cruz Roja, es así que se emitió la "Ley de la Renta del Sello de la Cruz Roja", dicha parte económica que recibiría la organización, sería factible para sostenerse independientemente y continuar con los servicios sociales al pueblo. En octubre de 1937 se reconoció por primera vez al Cuerpo de Socorristas Voluntarios de 1924.
En 1942 funcionaban los primeros sedes de comités regionales o auxiliares en San Pedro Sula, Puerto Cortés, Tela (Honduras) y La Ceiba los cuales estaban autorizados a retener un 40 % de las ayudas económicas recaudadas por socios benefactores y donantes y remitiendo al Comité Central un 60 % de los mismos. En el mismo año se fundaría el Consultorio Infantil, con fines de apoyo y solidaridad a los niños.
Sucedió en 1950 cuando la Cruz Roja Hondureña obtuvo su primera unidad ambulancia, un vehículo equipado modelo Ford.
Ocurrió en 1954 cuando el entonces presidente de Honduras doctor Juan Manuel Gálvez dona un terreno para la construcción de la sede oficial de la Cruz Roja de Honduras.
El 13 de agosto de 1966 nace el "Cuerpo de Socorristas Voluntarios", actualmente conocido como el "Organismo Auxiliar de Socorrismo".
El 7 de junio de 1978, se publica oficialmente los estatutos de la Cruz Roja Hondureña.
La Cruz Roja Hondureña, ha tenido una labor efectiva en los eventos bélicos hondureños como ser: la Tercera guerra civil de 1931, los acontecimientos de 1954, la Guerra del Fútbol de 1969; junto con ACNUR y Médicos sin Fronteras han respaldado la movilización de civiles en las zonas fronterizas con El Salvador y Nicaragua en la década de los ochenta, como en los desastres naturales ocasionados por el Huracán Fifi-Orlene de 1971 y el Huracán Mitch que ha devastado la zona norte y central del país centroamericano en 1998.

### Cuerpo de Socorristas Voluntarios y Técnicos en Urgencias Médicas
El cuerpo de socorristas se encuentra integrado por voluntarios, que reciben un curso de primeros auxilios estándar, y posteriormente rescate con cuerdas, en montañas, acuática, entre otras áreas. Desde el año 2018 se implementó el curso de Asistente en Primeros Auxilios (APA) el cual brinda una capacitación de mayor calidad para la atención de emergencias traumatológicas y clínicas.
En el programa de Técnicos en Urgencias Médicas de Cruz Roja Hondureña, los estudiantes reciben clases de carácter presencial sobre anatomía humana, evaluación del paciente, farmacología de urgencias, atención al trauma prehospitalario, manejo de la vía aérea, prevención y tratamiento del "choque", soporte vital cardiovascular básico y avanzado, cirugía menor y así como de urgencias médicas. La práctica profesional de dicho curso es llevada a cabo en las salas de emergencias del Hospital Escuela y en el servicio de ambulancias de Cruz Roja Hondureña.

## Presidentes
Presidentes del Comité Central de la Cruz Roja Hondureña:
- Enriqueta Girón de Lázarus.
- Cleto Ramón Álvarez
- Meneca de Mencía.
- José Juan Castro (actual)

### Sedes regionales en Honduras
La sede central de la Cruz Roja Hondureña, se encuentra en el Barrio Concepción, 7 calle 1.ª y 2.ª avenida, de Tegucigalpa, M.D.C. república de Honduras.
La expansión de las sedes regionales de la Cruz Roja no se hizo esperar para lo cual fueron fundadas en las principales ciudades del país, como ser: Comayagua, Danlí, La Ceiba, Choluteca, Santa Bárbara, Juticalpa, San Pedro Sula, Santa Rosa de Copán, Yuscarán, Roatán, etc.

## Cruz Roja Juventud Honduras
Fue fundada el 17 de junio de 1964, es un organismo auxiliar de Cruz Roja Hondureña, que posee una estructura y organización propia. Está formado por niños y jóvenes voluntarios comprendidos de los 6 años en adelante, desarrollando su trabajo dentro del organismo establecido y régimen de la CRH, de la siguiente manera: De 6 a 12 años Brigadista, de 12 a 30 años voluntarios Juveniles. Dirigentes: Voluntarios juveniles que han cumplido con los requisitos. De 30 años en adelante asesores. Las sedes de la CRJH se encuentran en: Francisco Morazán, Comayagua, Choluteca, Valle, Olancho, El Paraíso, Cortes, Santa Bárbara, Atlántida, Colón, Intibucá, Yoro y Copán.
- Dirección: Cruz Roja Juventud Honduras (CRJH), 7ª. Calle, entre 1ª. y 2ª. avenida, Comayagüela, M.D.C. Comayagüela, Teléfono: +504 237-1800, 237-4628.

### Emergencias
- Servicio Nacional de Emergencias de Honduras (911)
- Cruz Roja Hondureña (Emergencias) teléfono: 195
- Cruz Roja Hondureña (Sede) teléfono: (504) 238-4024. 2237-1800, 2237-4628.
- Comisión Permanente de Contingencias (COPECO)

## Similar
- Cruz Verde Hondureña